# Astragalus rubrostriatus
Astragalus rubrostriatus är en ärtväxtart som beskrevs av Aleksandr Andrejevitj Bunge. Astragalus rubrostriatus ingår i släktet vedlar, och familjen ärtväxter. Inga underarter finns listade i Catalogue of Life.